# 貝雷佐韋 (米洛韋市鎮)
49°18′12″N 39°58′26″E / 49.30333°N 39.97389°E
貝雷佐韋（烏克蘭語：Березове）是位於烏克蘭東部的村莊，由盧甘斯克州舊比利斯克區的米洛韋市鎮負責管轄。該村始建於1951年，面積1.37平方公里，海拔高度149米，2001年人口204，人口密度每平方公里148.9人。